# Divovska veta
Divovska veta (latinski: Deinacrida heteracantha) vrsta je golemog neletećeg cvrčka s Novog Zelanda. Endemska je vrsta otoka Little Barrier. Najteži je kukac na svijetu i primjer je otočnog gigantizma. Postoji jedanaest vrsta divovskih veta od kojih je divovska veta s otoka Little Barrier najveća. Pretežno je noćna vrsta. Hrani se lišćem.

## Etimologija
Ime roda Deinacrida na grčkom jeziku znači užasni skakavac. Na jeziku lokalnih Maora ime divovske vete wetapunga znači "bog ružnih stvari".

## Opis
Divovska veta može težiti do 70 g, ali većina ih teži 9 – 35 g. Prosječna dužina tijela je oko 7,5 cm. Ženke su mnogo veće od mužjaka. Imaju bodljikave stražnje noge s kojima mogu zadati snažan udarac te kratke, ali snažne čeljusti. U usporedbi s ostalim cvrčcima imaju relativno kratke antene. Uglavnom nemaju krila. Dok rastu povremeno presvlače egzoskelet te im naraste novi. Raspon noga kod odrasle jedinke može biti i 20 centimetara. Smeđe je ili tamnosmeđe boje.

## Stanište
Divovska veta živi u šumama otoka Little Barrier na Novom Zelandu. Odrasle jedinke žive na stablima, ali ženke se spuštaju na
tlo kako bi položile jajašca. Nekoć su bili rasprostranjeni i u šumama sjevernog Novog Zelanda uključujući Northland i Auckland.

## Prehrana
Dok ostale vete jedu kukce, divovska veta pretežno je biljojed. Osim lišća, ako joj se ponudi, rado će pojesti neko voće ili povrće kao na primjer mrkvu. Aktivni su uglavnom noću i žive nomadski, odnosno sele s lokacije na lokaciju. Ispod drveća ostavlja velike skupine izmeta pa ga je tako veoma lako pronaći.

## Grabežljivci
Polinezijski štakori jedna su od glavnih prijetnji za populaciju divovskih veta. Love ih noću, predstavljaju im konkurenciju za hranu i izmjenjuju njihov životni prostor. Kada su 2004. uklonjeni s otoka, populacija divovske vete ponovno je obnovljena. Ptica tieke lovi vete danju. Ostali grabežljivci divovske vete su tuatare, macaklini, kivi koji vete love tijekom noći te vodomari i pacifička dugorepa kukavica (Urodynamis taitensis) tijekom dana.

## Razmnožavanje i životni ciklus
U usporedbi s većinom kukaca, vete sporo rastu i razmnožavaju se. Životni vijek im je dvije godine. Kopulacija počinje ujutro i nastavlja se tijekom dana. Ženke noću silaze sa stabla i polažu jajašca na toplom, vlažnom tlu te ih zakapa 5 centimetara duboko u zemlju. Jajašca su raspoređena u grupama od pet i duga su sedam milimetara. Inkubacija jajašaca prosječno traje 125 dana. Tek izlegnute jedinke duge su oko 5 milimetara. Tijekom svoga života oko 10 puta odbacivat će egzoskelet i pritom rasti. Nakon desetog presvlačenja bit će dugi 7 – 8 centimetara. Nakon trećeg presvlačenja moguće je razlikovati mužjaka i ženku, a nakon šestog razlike postaju očite. Divovska veta za razliku od ostalih vrsta iz roda Deinacrida prolazi kroz jedno presvlačenje više. Kod ove vrste nije zapažen nikakav oblik udvaranja tijekom parenja. Prepoznavanje spolova odvija se tek pri fizičkom kontaktu.

## Obrana
Divovska veta prevelika je kako bi skakala ili letjela pa proizvodi piskutav zvuk kako bi uplašila predatore. Frekvencija zvuka obično iznosi 20 kiloherca. Ako to ne uspije, može napasti svojim bodljikavim nogama i uzrokovati bolnu ozljedu. Ugrist će čovjeka (ili bilo koju drugu prijetnju) samo ako je i najmanje izazvana.

## Ugroženost
Divovske vete su na IUCN-ovoj crvenoj listi označene kao ranjiva vrsta. Od 2008. započet je program uzgoja u zatočeništvu. Uspješno je uzgojena u Butterfly Creeku i Auckland Zoo-u. Godine 2014 pušteno je 150 primjeraka u divljinu na Tiritiri Matangi i Motorui. Individuals translocated onto Tiritiri Matangi island in 2014 have been observed mating.